# Fourneaux (Loira)
Fourneaux è un comune francese di 642 abitanti situato nel dipartimento della Loira della regione dell'Alvernia-Rodano-Alpi.

## Società

### Evoluzione demografica
Abitanti censiti